# Tönneckenkopf–Röseckenbach
Tönneckenkopf–Röseckenbach ist ein Naturschutzgebiet in den niedersächsischen Städten Bad Harzburg und Goslar im Landkreis Goslar.

## Naturschutzgebiet
Das Naturschutzgebiet mit dem Kennzeichen NSG BR 045 ist 20 Hektar groß und umfasst den westlichen Teil des Tönneckenkopfes und einen Teil des Auenbereichs des Röseckenbachs. Es liegt zwischen dem Bad Harzburger Ortsteil Göttingerode und dem Goslarer Ortsteil Oker am Nordrand des Harzes im Naturpark Harz. Im Süden grenzt das Naturschutzgebiet an die zur Landesstraße 501 herabgestufte ehemalige Bundesstraße 6. Das Gebiet steht seit dem 16. November 1988 unter Naturschutz. Es ersetzt das gleichnamige, zum 16. August 1982 ausgewiesene Naturschutzgebiet. Zuständige untere Naturschutzbehörde ist der Landkreis Goslar.

## Vegetation
Auf den nach Westen anschließenden steil exponierten Kalkhängen stockt Kalkbuchenwald, welcher in Auwaldreste des Röseckenbachs übergeht. Teilbereiche der Röseckenbachniederung werden landwirtschaftlich genutzt. An diese schließen sich brachliegende, ehemals extensiv genutzte Grünlandbereiche an. Hier kommen seltene, schwermetallbeeinflusste Wiesengesellschaften vor. Die Schwermetallbeeinflussung ist auf jahrhundertealte Bergbautätigkeit im Harz, speziell auf die Verhüttung und die Schlackehalden zwischen Oker und Harlingerode zurückzuführen.

## Tönneckenkopf
Der Tönneckenkopf, teilweise auch als Tännchenkopf oder Tönneckenskopf bezeichnet, ist ein Muschelkalkhügel, dessen flachgründige, trockene Kuppe und nach Süden exponierte Hangbereiche von Halbtrockenrasen und wärmeliebenden Saumgesellschaften und Gebüschen besiedelt sind. Die nach Norden exponierten Hangbereiche werden von Magerrasen und brach gefallenen Glatthaferwiesen eingenommen. Der Hügel wurde im Rahmen der Umsiedlung einiger Göttingeröder Haushalte teilweise bebaut und war noch um 1976 nur spärlich mit Laubbäumen und -büschen bewachsen, ist heutzutage aber größtenteils bewaldet.